# Верхозим (село, Кузнецкий район)
Верхозим — село в Кузнецком районе Пензенской области. Входит в состав городского поселения рабочий посёлок Верхозим.

## География
Село находится в восточной части Пензенской области, на расстоянии примерно 29 км (по прямой) к юго-западу от города Кузнецк, административного центра района.

### Часовой пояс
Село Верхозим, как и вся Пензенская область, находится в часовой зоне МСК (московское время). Смещение применяемого времени относительно UTC составляет +3:00.

## Население
| 1795 | 1859 | 1877 | 1897 | 1926  | 1930  | 1939 |
| ---- | ---- | ---- | ---- | ----- | ----- | ---- |
| 682  | ↗852 | ↘850 | ↘843 | ↗1131 | ↘1104 | ↘897 |
| 1959 | 1970 | 1979 | 1989 | 1996  | 2002  | 2010 |
| ↘718 | ↘488 | ↘318 | ↘196 | ↘183  | ↘161  | ↘128 |

### Национальный состав
Согласно результатам переписи 2002 года, в национальной структуре населения русские составляли 84 % из 161 чел.